# Warota People
„Warota People” (jap. ワロタピーポー Warota Pīpō) – siedemnasty singel japońskiego zespołu NMB48, wydany w Japonii 27 grudnia 2017 roku przez laugh out loud records.
Singel został wydany w pięciu edycjach: czterech regularnych (Type A, Type B, Type C, Type D) oraz „teatralnej” (CD). Osiągnął 1 pozycję w rankingu Oricon i pozostał na liście przez 20 tygodni. Singel zdobył status platynowej płyty.

## Lista utworów
Wszystkie utwory zostały napisane przez Yasushiego Akimoto.

### Type A
| CD | CD                                                        | CD              | CD                               | CD      |
| Nr | Tytuł utworu                                              | Kompozycja      | Aranżacja                        | Długość |
| -- | --------------------------------------------------------- | --------------- | -------------------------------- | ------- |
| 1. | „Warota People” (jap. ワロタピーポー)                     | K-WONDER, SAS3  | APAZZI                           | 3:53    |
| 2. | „Jibun no iro” (jap. 自分の色) (wyk. 2nd Generation)      | Nobuto Yokooka  | Makoto Wakatabe                  | 5:07    |
| 3. | „Dokoka de Kiss o” (jap. どこかでキスを) (wyk. Team N)    | Takafumi Fujino | Takafumi Fujino, Takashi Shimada | 4:03    |
| 4. | „Warota People” (jap. ワロタピーポー) (off vocal ver.)    | K-WONDER, SAS3  | APAZZI                           | 3:53    |
| 5. | „Jibun no iro” (jap. 自分の色) (off vocal ver.)           | Nobuto Yokooka  | Makoto Wakatabe                  | 5:07    |
| 6. | „Dokoka de Kiss o” (jap. どこかでキスを) (off vocal ver.) | Takafumi Fujino | Takafumi Fujino, Takashi Shimada | 4:03    |

| DVD | DVD | DVD     |
| Nr  | Tytuł utworu | Długość |
| --- | --- | ------- |
| 1.  | „Warota People” (jap. ワロタピーポー) (Music Video)                                                                    |         |
| 2.  | „Warota People” (jap. ワロタピーポー) (Music Video Dancing Version)                                                    |         |
| 3.  | „Dokoka de Kiss o” (jap. どこかでキスを) (Music Video)                                                                 |         |
| 4.  | „Dokoka de Kiss o” (jap. どこかでキスを) (Music Video Making)                                                          |         |
| 5.  | „NMB48 ARENA TOUR 2017 @ Osaka-jō Hall (2017.10.12) sono 1” (jap. NMB48 ARENA TOUR 2017@大阪城ホール(2017.10.12)その1) |         |

### Type B
| CD | CD                                                                        | CD              | CD              | CD      |
| Nr | Tytuł utworu                                                              | Kompozycja      | Aranżacja       | Długość |
| -- | ------------------------------------------------------------------------- | --------------- | --------------- | ------- |
| 1. | „Warota People” (jap. ワロタピーポー)                                     | K-WONDER, SAS3  | APAZZI          | 3:53    |
| 2. | „Jibun no iro” (jap. 自分の色) (wyk. 2nd Generation)                      | Nobuto Yokooka  | Makoto Wakatabe | 5:07    |
| 3. | „Hontō no jibun no kyōkai-sen” (jap. 本当の自分の境界線) (wyk. Team M)    | Yūsuke Kuwabara | Yūsuke Kuwabara | 4:01    |
| 4. | „Warota People” (jap. ワロタピーポー) (off vocal ver.)                    | K-WONDER, SAS3  | APAZZI          | 3:53    |
| 5. | „Jibun no iro” (jap. 自分の色) (off vocal ver.)                           | Nobuto Yokooka  | Makoto Wakatabe | 5:07    |
| 6. | „Hontō no jibun no kyōkai-sen” (jap. 本当の自分の境界線) (off vocal ver.) | Yūsuke Kuwabara | Yūsuke Kuwabara | 4:01    |

| DVD | DVD | DVD     |
| Nr  | Tytuł utworu | Długość |
| --- | --- | ------- |
| 1.  | „Warota People” (jap. ワロタピーポー) (Music Video)                                                                    |         |
| 2.  | „Warota People” (jap. ワロタピーポー) (Music Video Dancing Version)                                                    |         |
| 3.  | „Hontō no jibun no kyōkai-sen” (jap. 本当の自分の境界線) (Music Video)                                                 |         |
| 4.  | „Hontō no jibun no kyōkai-sen” (jap. 本当の自分の境界線) (Music Video Making)                                          |         |
| 5.  | „NMB48 ARENA TOUR 2017 @ Osaka-jō Hall (2017.10.12) sono 2” (jap. NMB48 ARENA TOUR 2017@大阪城ホール(2017.10.12)その2) |         |

### Type C
| CD | CD                                                     | CD                            | CD              | CD      |
| Nr | Tytuł utworu                                           | Kompozycja                    | Aranżacja       | Długość |
| -- | ------------------------------------------------------ | ----------------------------- | --------------- | ------- |
| 1. | „Warota People” (jap. ワロタピーポー)                  | K-WONDER, SAS3                | APAZZI          | 3:53    |
| 2. | „Jibun no iro” (jap. 自分の色) (wyk. 2nd Generation)   | Nobuto Yokooka                | Makoto Wakatabe | 5:07    |
| 3. | „Futsū no mizu” (jap. 普通の水) (wyk. Team BII)        | Junya Maesako, Yasutaka.Ishio | Yasutaka.Ishio  | 4:50    |
| 4. | „Warota People” (jap. ワロタピーポー) (off vocal ver.) | K-WONDER, SAS3                | APAZZI          | 3:53    |
| 5. | „Jibun no iro” (jap. 自分の色) (off vocal ver.)        | Nobuto Yokooka                | Makoto Wakatabe | 5:07    |
| 6. | „Futsū no mizu” (jap. 普通の水) (off vocal ver.)       | Junya Maesako, Yasutaka.Ishio | Yasutaka.Ishio  | 4:50    |

| DVD | DVD | DVD     |
| Nr  | Tytuł utworu | Długość |
| --- | --- | ------- |
| 1.  | „Warota People” (jap. ワロタピーポー) (Music Video)                                                                    |         |
| 2.  | „Warota People” (jap. ワロタピーポー) (Music Video Dancing Version)                                                    |         |
| 3.  | „Futsū no mizu” (jap. 普通の水) (Music Video)                                                                          |         |
| 4.  | „Futsū no mizu” (jap. 普通の水) (Music Video Making)                                                                   |         |
| 5.  | „NMB48 ARENA TOUR 2017 @ Osaka-jō Hall (2017.10.12) sono 3” (jap. NMB48 ARENA TOUR 2017@大阪城ホール(2017.10.12)その3) |         |

### Type D
| CD | CD                                                     | CD             | CD              | CD      |
| Nr | Tytuł utworu                                           | Kompozycja     | Aranżacja       | Długość |
| -- | ------------------------------------------------------ | -------------- | --------------- | ------- |
| 1. | „Warota People” (jap. ワロタピーポー)                  | K-WONDER, SAS3 | APAZZI          | 3:53    |
| 2. | „Jibun no iro” (jap. 自分の色) (wyk. 2nd Generation)   | Nobuto Yokooka | Makoto Wakatabe | 5:07    |
| 3. | „Which one”                                            | OmotiClub      | SI.V            | 4:16    |
| 4. | „Warota People” (jap. ワロタピーポー) (off vocal ver.) | K-WONDER, SAS3 | APAZZI          | 3:53    |
| 5. | „Jibun no iro” (jap. 自分の色) (off vocal ver.)        | Nobuto Yokooka | Makoto Wakatabe | 5:07    |
| 6. | „Which one” (off vocal ver.)                           | OmotiClub      | SI.V            | 4:16    |

| DVD | DVD | DVD     |
| Nr  | Tytuł utworu | Długość |
| --- | --- | ------- |
| 1.  | „Warota People” (jap. ワロタピーポー) (Music Video)                                                                             |         |
| 2.  | „Warota People” (jap. ワロタピーポー) (Music Video Dancing Version)                                                             |         |
| 3.  | „Which one” (Music Video) |         |
| 4.  | „Which one” (Music Video Making)                                                                                                |         |
| 5.  | „Warota People (Music Video & Jacket Photography Making)” (jap. ワロタピーポー（ミュージックビデオ＆ジャケット撮影メイキング）) |         |

### Wer. teatralna
| CD | CD                                                                                         | CD                 | CD              | CD      |
| Nr | Tytuł utworu                                                                               | Kompozycja         | Aranżacja       | Długość |
| -- | ------------------------------------------------------------------------------------------ | ------------------ | --------------- | ------- |
| 1. | „Warota People” (jap. ワロタピーポー)                                                      | K-WONDER, SAS3     | APAZZI          | 3:53    |
| 2. | „Jibun no iro” (jap. 自分の色) (wyk. 2nd Generation)                                       | Nobuto Yokooka     | Makoto Wakatabe | 5:07    |
| 3. | „Mō ichido, hashiridashite miyō ka?” (jap. もう一度、走り出してみようか?) (wyk. Eriko Jō)  | Masahiro Mochizuki | Hiroshi Sasaki  | 4:33    |
| 4. | „Warota People” (jap. ワロタピーポー) (off vocal ver.)                                     | K-WONDER, SAS3     | APAZZI          | 3:53    |
| 5. | „Jibun no iro” (jap. 自分の色) (off vocal ver.)                                            | Nobuto Yokooka     | Makoto Wakatabe | 5:07    |
| 6. | „Mō ichido, hashiridashite miyō ka?” (jap. もう一度、走り出してみようか?) (off vocal ver.) | Masahiro Mochizuki | Hiroshi Sasaki  | 4:33    |

## Skład zespołu
| „Warota People” |
| --- |
| - NMB48 Team N: Miori Ichikawa, Airi Tanigawa, Ayaka Yamamoto, Sayaka Yamamoto - NMB48 Team M: Momoka Iwata, Yūka Katō, Akari Yoshida - NMB48 Team M / AKB48 Team A: Miru Shiroma (środek) - NMB48 Team M / AKB48 Team 4: Nagisa Shibuya - NMB48 Team BII: Azusa Uemura, Yūri Ōta, Ayaka Okita, Eriko Jō, Rei Jōnishi, Murase Sae, Fūko Yagura |

| „Jibun no iro” |
| --- |
| - Team N: Yuki Azuma, Narumi Koga, Airi Tanigawa, Momoka Hayashi, Mao Mita - Team M: Yūmi Ishida, Mizuki Uno, Rurina Nishizawa - Team BII: Eriko Jō, Murase Sae, Fūko Yagura |

| „Dokoka de Kiss o” |
| --- |
| - Team N: Yuki Azuma, Miori Ichikawa, Cocona Umeyama, Konomi Kusaka, Narumi Koga, Karin Kojima, Airi Tanigawa, Kokoro Naiki, Momoka Hayashi, Shion Hori, Yuzuha Hongō, Mirai Mizokawa, Mao Mita, Rina Yamao, Ayaka Yamamoto (środek), Sayaka Yamamoto (środek) |

| „Hontō no jibun no kyōkai-sen” |
| --- |
| - NMB48 Team M: Erina Andō, Yūmi Ishida, Kanae Iso, Momoka Iwata, Mizuki Uno, Mai Odan, Yūka Katō, Chihiro Kawakami, Rena Kawakami, Reina Nakano, Rurina Nishizawa, Momone Yasuda, Suzu Yamada, Akari Yoshida - NMB48 Team M / AKB48 Team A: Miru Shiroma (środek) - NMB48 Team M / AKB48 Team 4: Nagisa Shibuya |

| „Futsū no mizu” |
| --- |
| - Team BII: Natsuko Akashi, Akari Ishizuka, Anna Ijiri, Azusa Uemura, Yūri Ōta, Ayaka Okita, Rina Kushiro, Rika Shimizu, Eriko Jō, Rei Jōnishi, Sara Takei, Mion Nakagawa, Shiori Mizuta, Sae Murase, Ayaka Morita, Fūko Yagura (środek) |

| „Which one” |
| --- |
| - NMB48 Team M: Akari Yoshida (środek) - NMB48 Team M / AKB48 Team 4: Nagisa Shibuya - NMB48 Team BII: Azusa Uemura, Yūri Ōta, Sae Murase |

## Notowania
| Lista                             | Pozycja |
| --------------------------------- | ------- |
| Oricon Weekly Singles Chart       | 1       |
| Oricon Yearly Singles Chart       | 21      |
| Billboard Japan Hot 100           | 1       |
| Billboard Japan Top Singles Sales | 1       |

## Sprzedaż
| Dane wg         | Sprzedaż |
| --------------- | -------- |
| Oricon          | 338 133  |
| Billboard Japan | 381 349+ |